# ناتاليا فلاسوفا
ناتاليا ميخائيلوفنا فلاسوفا (بالروسية: Наталья Михайловна Власова)، وتُعرف أكثر باسم ناتاليا فلاسوفا (بالروسية: Наталья 
Власова) (ولدت 3 أكتوبر 1941- توفيت 27 مايو 2014) هي مُمثلة سوفيتية.

## وصلات خارجية
- ناتاليا فلاسوفا على موقع IMDb (الإنجليزية)